# 帕里什 (紐約州村)
帕里什（英語：Parish）是位於美國紐約州奧斯威戈縣的村。

## 人口
根據2020年美國人口普查的數據，帕里什的面積為4.08平方千米，皆為陸地。當地共有人口447人，而人口密度為每平方千米110人。